# Ryan Mullen
Ryan Mullen (n. 7 de agosto de 1994) é um ciclista profissional irlandês que atualmente corre para a equipa Trek-Segafredo.

## Palmarés
2014
- Campeonato da Irlanda em Estrada
- 2.º no Campeonato Mundial Contrarrelógio sub-23

2015
- Campeonato da Irlanda Contrarrelógio

2016
- 3.º no Campeonato da Irlanda Contrarrelógio

2017
- Campeonato da Irlanda Contrarrelógio
- Campeonato da Irlanda em Estrada
- 3.º no Campeonato Europeu Contrarrelógio

2018
- 1 etapa da Volta a San Juan[2]
- Campeonato da Irlanda Contrarrelógio

2019
- Campeonato da Irlanda Contrarrelógio
- 3.º no Campeonato da Irlanda em Estrada

## Resultados nas Grandes Voltas e Campeonatos do Mundo
Durante a sua carreira desportiva tem conseguido os seguintes postos nas Grandes Voltas e nos Campeonatos do Mundo em estrada:
| Carreira               | 2013 | 2014 | 2015 | 2016 | 2017  | 2018  | 2019 |
| ---------------------- | ---- | ---- | ---- | ---- | ----- | ----- | ---- |
| Giro d'Italia          | -    | -    | -    | -    | -     | 138.º | -    |
| Tour de France         | -    | -    | -    | -    | -     | -     | -    |
| Volta a Espanha        | -    | -    | -    | -    | -     | -     | -    |
| Mundial em Estrada     | -    | -    | -    | Ab.  | 126.º | Ab.   | Ab.  |
| Mundial Contrarrelógio | -    | -    | -    | 5.º  | -     | 49.º  | 32.º |

-: não participa

Ab.: abandono